# Quinta de Mirabel
La Quinta de Mirabel es un cigarral situado en la zona suroeste de la ciudad de Toledo (España), en el paraje conocido como la dehesa de Pozuela. 
El origen de este cigarral (también denominado anteriormente, entre otros, con los nombres de cigarral de Altamira, del Rey y del Cardenal Quiroga) está en los terrenos que adquirió en el último cuarto del siglo XVI el Arzobispo de Toledo, D. Gaspar de Quiroga y Vela, en los cuales había estado situada, muy probablemente, la ermita de Santa Colomba (construida en época mozárabe como convento o eremitorio). En este lugar, el cardenal impulsó la realización de un conjunto arquitectónico formado por varias construcciones, que se completarían con la creación de bellos jardines y cultivos de diverso tipo. Dentro de este conjunto destaca el edificio principal, la casa de campo del cardenal, del arquitecto Nicolás de Vergara el Mozo que era el maestro mayor de obras de la Catedral de Toledo y que se había ocupado de otras construcciones de gran importancia para el cardenal. 
Tras el fallecimiento del cardenal Quiroga, en 1593, el cigarral es abandonado y comienza a deteriorarse rápidamente, hasta que en 1617, es adquirido por el segundo marqués de Malpica, a cuya familia va a permanecer hasta mediados del siglo XIX. 
A partir de 1862, el cigarral  pasa a la casa ducal de Bailén a través de herencia, cambiando su nombre por el de Quinta de Mirabel, debido a un título marquesal de dicha casa a la que sigue perteneciendo. 

## Descripción
El conjunto actual de la «Quinta de Mirabel» está formado por diversas construcciones de distintas épocas. Del conjunto construido para el Cardenal Quiroga en el último cuarto del siglo XVI, se conservan en la actualidad dos núcleos, que constituyen unos elementos artísticos de gran valor. 
De la casa principal del conjunto se conserva, actualmente, la Galería de paseo, situada en la planta inferior y abierta a un jardín. Desde ella se podía, antiguamente, observar la ciudad, oculta ahora por la vegetación del jardín. Construida en ladrillo, la galería está realizada por una serie de tramos compuestos por arcos de medio punto que están sostenidos, a un lado, por grandes pilares de planta cuadrada y al otro, por el muro interno del edificio. La galería se cubre con bóvedas de arista. En el muro interno, aparecen una serie de nichos semicirculares, uno en cada tramo de la galería. 
Sobre la galería, en el piso principal de la construcción, se conserva la capilla del cigarral. 
Exteriormente, es un cubo realizado en ladrillo visto que se remata por un cimborrio octogonal. En el interior, los cuatro muros lisos de la mitad inferior, sostienen cuatro arcos torales sobre los cuales aparecen cuatro pechinas, decoradas con escudos pintados, que conducen a una cúpula lisa y ciega de media naranja decorada con pinturas al fresco que están realizadas alrededor de 1590, por el pintor toledano Blas de Prado. 
La decoración de la cúpula se va a organizar en tres círculos concéntricos: 
En el más exterior aparece la representación de la venida del Espíritu Santo. El segundo círculo está dividido en 16 compartimentos, que van alternando su tamaño; apareciendo en los más estrechos figuras femeninas con elementos simbólicos como palmas, mientras que en los de mayor anchura se desarrollan diversas escenas de la vida de Moisés y de Salomón. En el último círculo aparece un coro de ángeles rodeados de luz celestial. 
Entre las principales características de estas pinturas debe destacarse: 
Por un lado, la composición de la escena principal, en la que utiliza diversas figuras para unir los distintos grupos que aparecen. Por el otro lado, se debe señalar la utilización de una gran variedad de escorzos y la monumentalidad y rotundidad de unas figuras que muestran, además, gran serenidad en sus gestos y expresiones. 
La otra edificación que se mantiene de la villa del cardenal es una construcción de carácter secundario formada por varias salas denominada Cuarto de verano. 
En este espacio destaca especialmente la decoración de los techos abovedados de la sala central, donde aparecen unos frescos con una iconografía de motivos clásicos de gran interés como figuras mitológicas, niños danzantes, tritones, esfinges, diversos tipos de animales monstruosos y otros elementos como guirnaldas y candeleros. 
En las esquinas aparece una decoración de templetes de los que parten estructuras que van a servir como soporte a otras figuras. 
El director de cine Pedro Almodóvar rodó en este escenario su película La piel que habito (2011)